# Dianella tenuissima
Dianella tenuissima är en grästrädsväxtart som beskrevs av Geoffrey William Carr. Dianella tenuissima ingår i släktet Dianella och familjen grästrädsväxter.
Artens utbredningsområde är New South Wales. Inga underarter finns listade i Catalogue of Life.